# Chronologie des faits économiques et sociaux dans les années 1830
Chronologie de l'économie
Années 1820 - Années 1830 - Années 1840

## Événements
- 1828-1840 : le sultan  Seyyd Saïd ibn Sultan (1804-1856) établit sa résidence à Zanzibar, qui devient sa capitale en 1840 ; au commerce de l'ivoire, il ajoute dès 1828 celui des esclaves. La prospérité de Zanzibar grandit sous son règne. Les Omani font de Zanzibar le plus important marché aux esclaves du XIXe siècle, profitant du déclin de Kilwa, de l’hostilité de Mombassa à l’égard du sultan de Mascate et de la création au début des années 1830 d’une nouvelle voie commerciale allant de Bagamoyo à Tabora, 200 km au sud du lac Victoria. Le lac Tanganyika est atteint vers 1830 par un Munyamwezi de Zanzibar nommé Lief ben Saïd. En 1841 ou 1842 une caravane de 200 esclaves armés traverse le lac pour gagner le Kazembe. D'autres traitants zanzibarites atteignent le Karagwe, le Buganda (1844) puis le Bunyoro[1].
- 1830-1833 : pour redresser la colonie des Indes orientales néerlandaises après la Guerre de Java, le gouverneur Hollandais Johannes van den Bosch impose le système des cultures (Cultuurstelsel) qui oblige les paysans javanais à consacrer un cinquième de la terre et de leur travail aux cultures d’exportation (thé, café, épices, sucre, indigo) imposées par le gouvernement. Les produits ainsi obtenus sont la propriété de l’État[2].
- Vers 1830 : crise économique en Chine. Le volume des importations d’opium par les occidentaux en Chine dépasse celui des exportations de thé et de soie. L’argent commence à sortir de Chine, avec des effets néfastes sur l’économie et les finances publiques[3].
- 1833-1839 : grande famine Tenpō au Japon[4]. Dans le Nord du pays, la famine aurait fait un million de mort.
- 1834 :
  - premières exportations d’arachides de Gambie vers l’Angleterre, les États-Unis et la France par la firme brotanique Forster & Smith[5]. Elles augmentent régulièrement pour dépasser 10 000 tonnes par an en 1850. La culture de l’arachide pour l’exportation se développe également dans les Rivières du Sud (régions entre la Gambie et la Sierra Leone) puis au Sénégal à partir de 1850.
  - le monopole gouvernemental sur l’ivoire en Angola est aboli. Les prix augmentent de 300% à Luanda, provoquant un boom des exportations : 3000 livres en 1832, 105 000 en 1844, 190 000 en 1859. Dès 1850, elles dépassent en valeur celles des esclaves. Les Chokwe, qui se sont repliés pendant la période négrière dans les collines boisées aux sources du Kwango, du Kwilu et du Kasai (Angola), profitent du boom de l’ivoire pour s’enrichir. Ils achètent des fusils qui rendent la chasse plus rentable et leur permettent d’acheter des esclaves, surtout des femmes. Entre 1850 et 1890, l’épuisement des ressources de la chasse et de la cueillette et la pression démographique les poussent à migrer vers le nord et l’est de l’Angola, le sud de la République démocratique du Congo, de s’emparer de l’Empire Lounda et d’assujettir la plupart de leurs voisins[6].
- 1836-1837 : la chute des cours du coton déclenche une crise boursière aux États-Unis qui se répercute sur les exportations britanniques et provoque de nombreuses faillite, particulièrement dans le secteur du textile[7]. La Panique bancaire de 1837 ouvre une période de dépression jusqu'en 1843 avec une brève amélioration en 1838-1839[8].

- 1837 : lancement du Great Western, premier navire à vapeur construit pour la traversée de l'Atlantique ; il quitte Bristol pour New-York le 8 avril 1838[9].
- 10 novembre 1837 : inauguration sur 27,5 kilomètres de la ligne La Havane-Güines, première ligne de chemin de fer à Cuba et dans l'empire espagnol[10]. Le réseau se développe rapidement et en 1870 Cuba est la région d'Amérique latine la plus équipée avec 1 295 km de chemin de fer en service[11].

- Augmentation des exportations d’or de Gold Coast vers le Royaume-Uni, qui passent de 5 000 à 10 000 onces par an en moyenne. Elles demeurent très irrégulières et la Gold Coast connaît par conséquent une grande instabilité économique.
- Maroc : prospérité du port de Mogador dans les années 1830-1840[12]. Les produits licites du Soudan (or, gomme arabique, plumes d'autruche) représentent un tiers des exportations.
- Arrivée massive de main-d’œuvre tamoule d’Inde du Sud à Ceylan. Les Britanniques l’exploitent pour développer les plantations de café sur les hautes terres, où ils obtiennent à très bas prix des terrains soustraits aux communautés villageoises. L’économie du centre de l’île est désenclavée par un réseau routier[13].

### Europe
- 1830 :
  - Mars : les Règlements organiques de Moldavie et de Valachie séparent la terre en réserves exploitées directement par les propriétaires (un tiers de la terre) et en tenures réservées aux paysans moyennant douze jours de corvée par an. En Valachie, on assiste à d’importants défrichements de la part des paysans et au développement de la culture du blé. En Moldavie, l’exploitation se fait davantage sous la forme directe par l’intermédiaire d’un fermier, qui est souvent juif[14].
  - extinction du dernier haut-fourneau à bois d’Angleterre[15].
  - Hitel (Crédit), ouvrage de István Széchenyi préconisant le démantèlement de la féodalité pour favoriser le développement économique en Hongrie. Vivement critiqué, Széchenyi se consacre à ses entreprises ou ses projets de construction : régularisation fluviale à la Porte de fer pour la navigation sur le Danube, création d’une société de bateaux à vapeur, construction d’un pont suspendu entre Pest et Buda[16]…
  - dans la République de Cracovie, la corvée est remplacée par une redevance en argent[16].
- 15 septembre 1830 : inauguration de la ligne de Liverpool à Manchester, première ligne pour passagers équipée de locomotives à vapeur. Le succès de l'opération provoque une bulle spéculative au Royaume-Uni, la Railway mania, qui culmine en 1846 avec la création de 272 nouvelles sociétés de chemin de fer[17].
- Vers 1830 : les manufactures dispersées, concurrencées par les manufactures concentrées, représentent encore les 2/3 de l’activité cotonnière britannique[18].
- 1831 : la production britannique annuelle de charbon est de 31,5 millions de tonnes[19].
- 1832 : inauguration de la ligne de chemin de fer hippomobile Linz-Ceske Budejovice, la première ligne de chemin de fer ouverte au trafic voyageur sur le continent[20].

- 1833 :
  - une vingtaine de banques et de compagnies d'assurances, avec des actionnaires comme le baron Bruck et Pasquale Revoltella, fondent le Lloyds autrichien, d'abord une bourse de réassurance, puis en 1836 une compagnie maritime basée à Trieste ; la première liaison avec Constantinople par bateau à vapeur se fait en 1837[21].
  - Jakob Friedrich Kammerer fonde en Autriche la première usine de production d’allumettes au phosphore, allumables par simple friction[22].

- 1834 :

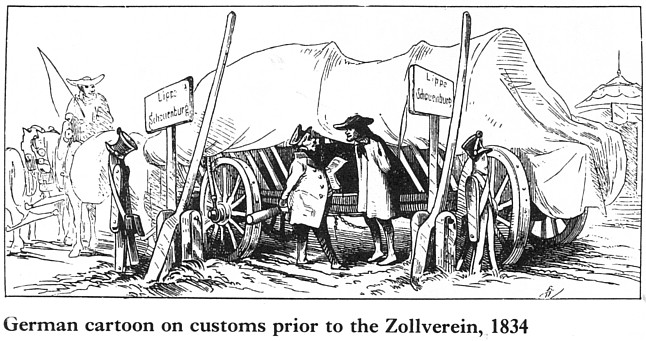
Caricature de 1834 illustrant le problème des nombreux péages existants avant l'établissement du Zollverein. Certains États sont si petits que les transporteurs doivent charger et décharger leurs cargaisons deux ou trois fois par jour.

  - création du Zollverein, union douanière de l'Allemagne à l'instigation de la Prusse[23].
  - fondation de la faïencerie de Wasmuel par Isidore Paulus en Belgique[24].
- 1834-1841 : réformes libérales en Espagne ; liberté de fermage (1834), désamortissement des propriétés monastiques, suppression des majorats, suppression de la Mesta (1836), dissolution du régime seigneurial (1837), suppression de la dîme (1841)[25].
- 1834-1849 : modernisation des principautés danubiennes par la création de routes, l’organisation d’un système postal, l’ouverture d’école sous le gouvernement des hospodars Mihail Sturdza en Moldavie (1834-1849) et Alexandre II Ghica  (1834-1842) puis Georges III Bibesco en Valachie[26].
- 1835 :
  - introduction de la machine à vapeur au Portugal[27].
  - filature mécanique de la laine à Brno, en Moravie, provoquant la ruine des artisans[28].
- 1836 : premier haut-fourneau de Bohême alimenté en coke à Vitkovice[29].
- 1837 : l’archiduc Jean fonde à Graz l’Association pour la promotion de l’industrie et de l’artisanat en Autriche intérieure[30].

#### Empire russe
- 1831 : développement de la construction de machines agricoles (établissement des frères Butenop à Moscou)[31].
- 1832 :  barrière douanière entre la Pologne et l’Empire russe[31].
- 1832-1834 : mauvaise récoltes et disette[31].
- 1833 : interdiction de la vente aux enchères de serfs sans terre pour acquitter des dettes privés, et des ventes dispersant les membres d’une même famille[31].
- 1835 : filature russe de l’Anglais Wilson à Saint-Pétersbourg, une des premières sociétés par actions en Russie[31].
- 1836 : premiers essais de puddlage dans les établissements métallurgiques du centre de la Russie et de l’Oural (45 % de la production de fer Ouralien en 1845)[31].
- 1836-1838 : construction de la première ligne de chemin de fer de Russie entre Saint-Pétersbourg et Tsarskoïe Selo[32].
- 1837 : le prince Anatole Demidov, maître de forge de l’Oural, confie à l’ingénieur français Le Play la mission d’étudier l’exploration du charbon du Donets. La production passe de 15 000 tonnes en 1839 à 250 000 en 1871 puis 25 millions en 1913[31].
- 1839 : mécanisation de la filature de coton Geyer à Lodz[31].

#### France
- 1829-1830 : hiver particulièrement froid. Au printemps 1830, la disette provoque une série d'incendies, en particulier dans l'Ouest (les mendiants menaçant les paysans de brûler leurs chaumières s'ils ne leur fournissent pas du pain), témoignant de la vétusté de l'habitat rural[33].
- 1830 : la pêche à la baleine est encouragée[34] ; 15 bâtiments partent avec près de 500 hommes d’équipages, dont encore 20 % d’étrangers.
- 28 novembre 1830-18 juin 1831 : Économie politique et politique saint-simonienne, série d'articles parus dans « Le Globe » de Prosper Enfantin, publiés en volume en juillet 1831[35].
- 1831 :
  - le duc Decazes installe des forges au lieu-dit Lassalle, dans l’Aveyron, qui entrent en activité en octobre 1831. Une ville se développe, et le 3 novembre 1833 elle est séparée de la commune d'Aubin et prend le nom de Decazeville[36].
  - les armateurs français établissent une liaison régulière de vapeur entre Marseille et Naples, douze ans après la ligne napolitaine[33].
- 1832 : ouverture de la première ligne de chemin de fer commerciale française Saint-Étienne-Lyon[37].
- 1832-1835 : épidémie de choléra[38].

- 1833-1834 : ouverture du canal du Rhône au Rhin et du canal de Bourgogne qui relie la Seine à la Saône[39].
- 1834 :
  - le préfet de la Seine, Rambuteau introduit les premières vespasiennes sur les boulevards de Paris, colonnes à double usage, affichage publicitaire et urinoirs[40].
  - Antoine Scrive-Labbe se fait passer pour un ouvrier en Angleterre et copie pièce à pièce le métier à filer le lin inventé par Philippe de Girard. La machine est installée à Lille[41].
- 1836 : Eugène et Adolphe Schneider remettent en exploitation les forges du Creusot[42].
- 16 juin 1836 : Girardin fait insérer pour la première fois dans son journal, la Presse, des annonces commerciales, ce qui lui permet d’en abaisser le prix[43].
- 1837 :  plan général d'amélioration du réseau routier, le plus dense du monde avec 34 512 km, notamment en Vendée à la suite du soulèvement de la duchesse de Berry (routes de Poitiers à Nantes et de Saumur à La Rochelle remises en état par l'ingénieur Jousselin)[44].

Le prix constaté du blé évolue en légère baisse au cours de la décennie en France, si l'on prend en compte l'évolution parallèle du salaire horaire, selon l'économiste Jean Fourastié, qui a démontré l'importance de l'Histoire de la culture des céréales sur celle de l'économie, également pour cette décennie assez favorable aux livraisons en céréales:
| Années                                     | 1830 | 1831 | 1832 | 1833 | 1834 | 1835 | 1836 | 1837 | 1838 | 1839 |
| Prix observé du quintal de blé (en francs) | 30   | 30   | 28,6 | 21,8 | 20,2 | 23,9 | 24,6 | 25,8 | 28,9 |      |
| Prix réel (ajusté du salaire horaire)      | 177  | 166  | 155  | 112  | 106  | 123  | 129  | 136  | 156  | 149  |

## Démographie
- 1830 :
  - 12 866 020 d’habitants aux États-Unis, dont 2 009 035 esclaves et 319 599 affranchis[46].
  - sept millions d’habitants à Java[47].
  - 15 000 à 17 000 Juifs vivent en Algérie en 1830[48].
- 1830-1839 : 538 381 immigrants aux États-Unis[49]
- 1830-1840 : 168 000 départs de Grande-Bretagne vers l’Australie.
- 1831 : recensement  en France : 32 569 223 habitants[50].